# Ledley King
Ledley Brenton King (nascut en Londres, Anglaterra, el 10 de desembre de 1980) és un futbolista anglès, amb ascendència d'Antigua i Barbuda. Juga de defensa i el seu primer equip va ser el Tottenham Hotspur FC.

## Internacional
Ha estat internacional amb la selecció de futbol d'Anglaterra, ha jugat 17 partits internacionals i ha marcat 1 gol.
La seua titularitat en la selecció anglesa s'ha vist truncada per les seues innombrables lesions, i sobretot, per la participació en aquesta selecció de John Terry i Rio Ferdinand.

## Participacions en Tornejos Internacionals
| Mundial                 | Seu      | Resultat    |
| ----------------------- | -------- | ----------- |
| Eurocopa de futbol 2004 | Portugal | 4° de final |

## Clubs
| Club                 | País       | Any   |
| -------------------- | ---------- | ----- |
| Tottenham Hotspur FC | Anglaterra | 1998- |

## Títols

### Campionats nacionals
| Títol               | Club                 | País       | Any  |
| ------------------- | -------------------- | ---------- | ---- |
| Football League Cup | Tottenham Hotspur FC | Anglaterra | 2008 |